# Алексеев, Сергей Викторович (историк)
Серге́й Ви́кторович Алексе́ев (род. 4 августа 1972, Москва) — российский историк. Доктор исторических наук. Область научных интересов: история Восточной Европы в древности и раннем Средневековье, источниковедение, история культуры, история религии. Имеет также работы, посвящённые истории политических процессов нового времени, новейшей истории России. Кроме того, занимается литературной критикой в области фантастики.

## Биография
В 1993 году окончил Историко-архивный институт Российского государственного гуманитарного университета. В 1997 году в РГГУ под научным руководством С. О. Шмидта защитил кандидатскую диссертацию «Отечественные повествовательные источники XI—XV вв. о древней истории восточных славян».
С 1995 года работал на кафедре истории Института молодёжи — Московской гуманитарно-социальной академии — Московского гуманитарного университета в качестве преподавателя, старшего преподавателя, доцента. В 2003 году присвоено ученое звание доцента.
С 1999 года — Председатель Правления Историко-просветительского общества, главный редактор ежегодного альманаха «Историческое обозрение». В 2002—2006 годах сотрудничал с издательством «Аванта+» в качестве научного редактора, ответственного редактора ряда изданий.
В 2006 году в Московском гуманитарном университете защитил докторскую диссертацию «Предания о дописьменной эпохе в истории славянской культуры XI—XV вв.». В 2007 году назначен на должность профессора кафедры истории. С 2010 по 2017 год — заведующий кафедрой истории МосГУ, в 2013—2014 годах также главный редактор журнала «Научные труды Московского гуманитарного университета». В 2012 году присвоено учёное звание профессора. В 2018-2023 годах профессор кафедры истории и исторического архивоведения Московского государственного института культуры. С 2023 года - профессор кафедры истории НИЯУ МИФИ.
Автор более 350 научных, научно-популярных и учебных работ.
С 1997 года пишет статьи, посвящённые истории зарубежной фантастики. Рецензии на фантастическую литературу публиковались в журнале «Если» и др.

## Общественная и научно-общественная деятельность
Председатель Историко-Просветительского общества «Радетель». Действительный член Императорского православного палестинского общества. Действительный член общественной организации Международная академия наук (IAS). Являлся членом редколлегии рецензируемого научного журнала «Знание. Понимание. Умение», членом Ученого совета МосГУ и Диссертационного совета по историческим наукам при МосГУ.

## Награды
Лауреат Макарьевской премии (2021) — за труд "Аристократия Древней Руси IX—XII вв." 
Имеет ряд общественных наград, в том числе:
- Золотая медаль им. Н. Н. Моисеева «За заслуги в образовании и науке» (2003).
- Премия «Карамзинский крест» (2006) — за монографию «Владимир Святой»[3]
- Премия «Карамзинский крест» (2010) — за произведение «Скифы: исчезнувшие владыки степей» с Александром Инковым[3]

## Основные работы
Диссертации
- Алексеев С. В. Предания о дописьменной эпохе в истории славянской культуры XI—XV вв. : Автореф. дисс. … доктора исторических наук. — М.: МосГУ, 2006.

Научные и научно-популярные монографии, публикации источников
- Алексеев С. В., Александров Д. Н., Мельников С. А. Очерки по истории княжеской власти и соправительства на Руси IX—XV вв. М.: Мосты, 1995.
- Алексеев С. В. Древние верования восточных славян. М. : Социум, 1996.
- Начальная летопись. Пер. и комм. С. В. Алексеева. М. : ИПО, 1999.
- Сага о Финнбоги Сильном / Ред. С. В. Алексеева. М. : ИПО, 2002. Тир. 1000 экз.
- Алексеев С. В. История славян в V—VIII вв. Т. 1-2. М. : ИПО, 2002—2004.
- Алексеев С. В. Славянская Европа V—VI вв. М. : Вече, 2005. Тир. 5000 экз. (2-е изд. — М. : Вече, 2008. Тир. 3000 экз.).
- Алексеев С. В. Дописьменная эпоха в средневековой славянской литературе. М. : Московский городской университет управления, 2005.
- Алексеев С. В. Ярослав Мудрый: Самовластец Киевской Руси. М. : Вече, 2006. Тир. 5000 экз.
- Алексеев С. В. Предания о дописьменной эпохе в истории славянской культуры XI—XV вв. М. : Национальный институт бизнеса, 2006.
- Алексеев С. В. Владимир Святой: Создатель русской цивилизации. М. : Вече, 2006. Тир. 3000 экз.
- Алексеев С. В. Славянская Европа VII—VIII вв. М. : Вече, 2007. Тир. 3000 экз.
- Алексеев С. В. Славянская Европа V—VIII вв. М. : Вече, 2009. Тир. 3000 экз.
- Алексеев С. В., Инков А. А. Скифы: Исчезнувшие владыки степей. М. : Вече, 2010. Тир. 5000 экз.
- Алексеев С. В. Великие князья русские. М. : Воздушный транспорт, 2012.
- Алексеев С. В. Средневековые славянские предания о дописьменной эпохе: Избранные материалы. Saarbrücken: LAP, 2012.
- Алексеев С. В. Дж. Р. Р. Толкин. М. : Вече, 2013. Тир. 3000 экз.
- Алексеев С. В. Игорь Святославич. М. : Молодая гвардия, 2013. Тир. 4000 экз.
- Плотникова О. А., Алексеев С. В., Ручкин Б. А. и др. Историческое сознание российской молодёжи. М.: Московский гуманитарный университет. 2015.
- Плотникова О. А., Алексеев С. В. Эта неизвестная Куликовская битва. М.: Историко-просветительское общество «Радетель». 2015.
- Алексеев С. В. Праславяне: опыт историко-культурной реконструкции. М. : Академический проект, 2015. Тир. 1000 экз.
- Алексеев С. В. Летопись попа Дуклянина : перевод и комментарий. — СПб.: Петербургское востоковедение, 2015. — 288 с. — (Slavica Petropolitana). — 500 экз. — ISBN 978-5-85803-487-2.
- Алексеев С. В. Памятники сербской средневековой историографии XIII—XVII вв.: Жития. Родословы. Летописи. М. : ИПО «Радетель», 2015.
- Алексеев С. В. Памятники сербской средневековой историографии XIII—XVII вв.: Переводы и исследование. Т. 1. Жития святых Симеона и Савы. Жития королей и архиепископов сербских. СПб. : Петербургское востоковедение, 2016.
- Алексеев С. В. Памятники сербской средневековой историографии XIII—XVII вв.: Переводы и исследование. Т. 2. Жития XIV—XVII вв. Родословы. Летописи. СПб. : Петербургское востоковедение, 2017.
- Алексеев С. В. Аристократия Древней Руси IX—XII вв. М. : Академический проект, 2020.
- Алексеев С. В., Плотникова О. А. От предания к литературе: Устная историко-эпическая традиция в древнейших памятниках славянской словесности. М. : Академический проект, 2021.
- Алексеев С. В. Русь и восточные славяне в IX веке: источники и история. М. : ИПО «Радетель», 2024.

Основные научно-популярные издания
- Алексеев С. В., Елисеев Г. А. Все религии мира. Энциклопедический справочник. М. : Вече, 2007. Тир. 3000 экз.
- Россия в трудах великих историков. Т. 1-6. М. : Вече, 2009 (руководитель проекта: автор предисловия и составитель первых двух томов «Русь изначальная» и «Русь княжеская»). Тир. 5000 экз.
- Алексеев С. В., Володихин Д. М., Экштут С. А. Россия: великие моменты истории. М. : Аванта+, 2009. Тир. 5000 экз.

Основные учебные издания
- Хрестоматия по истории России (с древнейших времен до 1380 г.) / Сост. С. В. Алексеев. М. : Социум, 1998.
- Алексеев С. В. История религии. М. : Московский гуманитарный университет, 2005.
- Алексеев С. В. Религиозная ситуация современной Европы. М.: Московский гуманитарный университет, 2007.
- Алексеев С. В. Всеобщая история. М. : Московский гуманитарный университет, 2008.
- Алексеев С. В., Королев А. А. Новые религиозные движения. М. : Московский гуманитарный университет, 2004 (2-е изд. — М.: МосГУ, 2011).
- Алексеев С. В., Володихин Д. М., Елисеев Г. А. Отечественная история. М. : Форум, 2006 (допущено Минобрнауки в качестве учебного пособия для СПО). Тир. 4000 экз.
- Алексеев С. В. Религии мира: история и современность. М. : Воздушный транспорт, 2012.
- Алексеев С. В. Всемирная история. М. : Московский гуманитарный университет, 2012.

Участие в соавторстве в других изданиях
- Учебник «История России. 1945—2008. 11 класс». М. : Просвещение, 2009 (рекомендовано Минобрнауки для учащихся общеобразовательных учреждений).
- «Энциклопедия для детей», издаваемая издательством «Аванта+» (в томах, выходивших с 1997 года — статьи, редактирование отдельных томов).

Кроме того, являлся ответственным редактором «Универсальной школьной энциклопедии» (М., 2003) и «Большой универсальной школьной энциклопедии» (М., 2006), изданных издательством «Аванта+».
Статьи и рецензии в рецензируемых научных журналах
- Алексеев С. В. Не листья на ветру… О книге «Персональная история» // Диалог со временем. Альманах интеллектуальной истории. Вып. 5. М., 2001. С. 380—384.
- Алексеев С. В. Рецензия на книгу: Богданов А. П. Московская публицистика последней четверти XVII века // Отечественная история. 2004. № 6. С. 158—160.
- Алексеев С. В. Литературные и археологические источники о крещении Новгорода // Знание. Понимание. Умение. — 2005. — № 2. — С. 189–195.
- Алексеев С. В. Древнерусские летописи о дописьменной эпохе // Преподавание истории в школе. 2005. № 10. С. 5-11.
- Алексеев С. В. От предания к летописи: эволюция исторического сознания древних славян // Вопросы истории. 2006. № 1. С. 97-105.
- Алексеев С. В. «Летопись попа Дуклянина»: структура древнеславянского родословного предания // Знание. Понимание. Умение. — 2006. — № 3. — С. 140–148.
- Алексеев С. В. К реконструкции праславянской мифологии // Знание. Понимание. Умение. — 2011. — № 4. — С. 79–89. — ISSN 1998-9873.
- Алексеев С. В. Новые «Деяния Екатерины»: портрет на фоне Империи // Знание. Понимание. Умение. — 2011. — № 3. — С. 324–325. — ISSN 1998-9873.
- Алексеев С. В. Построение истории — построение общества // Знание. Понимание. Умение. — 2012. — № 1. — С. 308–310. — ISSN 1998-9873.
- Алексеев С. В., Плотникова О. А. Мечты о Новом Иерусалиме. Христианское обоснование власти: Византия, Болгария, Русь // Родина. 2012. № 5. С. 51-52.
- Алексеев С. В. Русский мир за океаном // Родина. 2012. № 8. С. 30.
- Алексеев С. В. «Храбр и наряден муж». Опыт биографии боярина Х столетия // Родина. 2012. № 9. С. 93-95.
- Алексеев С. В. История забытого царя // Знание. Понимание. Умение. — 2012. — № 4. — С. 336—337. — ISSN 1998-9873.
- Алексеев С. В. Фэнтези // Знание. Понимание. Умение. — 2013. — № 2. — С. 309—312. — ISSN 1998-9873.
- Алексеев С. В. Венчался своими попами… Три эпизода из семейной жизни северских князей // Родина. — 2013. — № 7. — С. 80—81.
- Алексеев С. В. Александр Невский: жизнь, ставшая житием // Родина. — 2013. — № 8. — С. 2—5.
- Алексеев С. В. Мифы екатерининского века // Знание. Понимание. Умение. — 2013. — № 3. — С. 322—323. — ISSN 1998-9873.
- Алексеев С. В. Повесть временных лет и её идейно-мировоззренческое значение // Управление мегаполисом. — 2013. — № 5. — С. 67—73.
- Алексеев С. В. Требиньская легенда Дуклянина: попытка исторической реконструкции // Знание. Понимание. Умение. — 2013. — № 4. — С. 183—188. — ISSN 1998-9873.
- Плотникова О. А., Алексеев С. В. Мифы и фальсификации в российской истории // Знание. Понимание. Умение. № 1. 2015. С. 162—171.
- Алексеев С. В. Новая книга об истоках русской книжности // Информационный гуманитарный портал «Знание. Понимание. Умение». — 2015. — № 4 (июль — август) (архивировано в WebCite). — С. 94—97. — ISSN 2412-446X.
- Алексеев С. В. Многоцветная мозаика: екатерининский век в работах О. И. Елисеевой // Информационный гуманитарный портал «Знание. Понимание. Умение». — 2015. — № 5 (сентябрь — октябрь) (архивировано в WebCite). — С. 101–110. — ISSN 2412-446X.
- Алексеев С. В. Новый опыт научного перевода древнерусской летописи // Информационный гуманитарный портал «Знание. Понимание. Умение». — 2015. — № 6 (ноябрь — декабрь) (архивировано в WebCite). — С. 79—83. — ISSN 2412-446X.
- Плотникова О. А., Алексеев С. В. Между учебником и Интернетом: об историческом знании современной российской молодежи // Родина. № 6. 2015. С. 132-134.
- Плотникова О. А., Алексеев С. В. Владимир Святославич. Святой. Красное Солнышко // Родина. № 7. 2015. С. 10-15.

## Рецензии на работы С. В. Алексеева
- Елисеев Г. А. Всё о праславянах: опыт историко-культурной реконструкции от С. В. Алексеева // Информационный гуманитарный портал «Знание. Понимание. Умение». — 2015. — № 6 (ноябрь — декабрь) (архивировано в WebCite). — С. 84—90. — ISSN 2412-446X.